# Xã Jerome, Quận Gove, Kansas
Xã Jerome (tiếng Anh: Jerome Township) là một xã thuộc quận Gove, tiểu bang Kansas, Hoa Kỳ. Năm 2010, dân số của xã này là 97 người.